# Integument (planten)

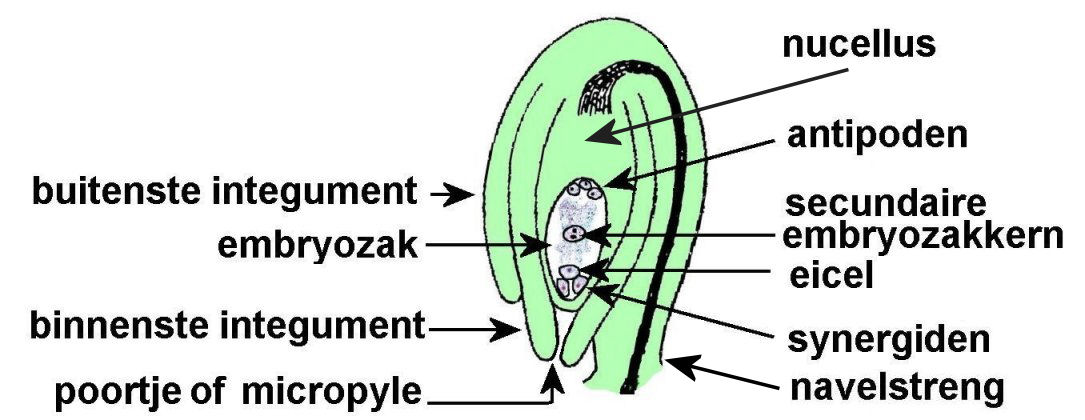
Schematische weergave van een zaadknop, met hierin zijn de integumenten met de kiemopening aangegeven

Een integument is een zaadvlies, dat ligt om het macrosporangium (nucellus) bij zaadplanten. Er zijn 1 tot 3 integumenten. De integumenten vormen een bescherming om het macrosporangium. Het macrosporangium, omgeven door de integumenten, wordt "zaadknop" genoemd. De integumenten laten een kleine opening aan de top over: de micropyle of kiemopening.
Bij naaktzadigen ligt de zaadknop vrij op een asje (steeltje) of op een schub, maar bij bedektzadige worden de zaadknoppen nog eens omgeven door een of meer vruchtbladden (carpellen), die voor extra bescherming zorgen.
Bij de Gnetales is er een bestuivingsmechanisme, dat het "druppelmechanisme" wordt genoemd. De micropyle van het binnenste integument is uitgegroeid tot een micropylaire buis, waardoorheen een druppel vocht kan worden afgescheiden. Deze druppel kan uit de lucht het stuifmeelkorrels opvangen, dat dan bij het indrogen van het vocht naar binnen worden gezogen. De stuifmeelkorrels kunnen dan de mannelijke kernen met een pollenbuis bij de eicel brengen, zodat deze bevrucht wordt.